# Kerkera
Kerkera (în arabă الكركرة) este o comună din provincia Skikda, Algeria.
Populația comunei este de 27.177 de locuitori (2008).